# Landtagswahlkreis Herne
Der Landtagswahlkreis Herne ist ein Landtagswahlkreis in Nordrhein-Westfalen, der die Kreisfreie Stadt Herne umfasst.

## Gebiet
Ursprünglich gab es in Herne noch zwei Wahlkreise, 100 Herne (ab der Landtagswahl 1966 103 Herne und ab der Landtagswahl 1980 128 Herne I) umfasste die heutigen Stadtbezirke Herne-Mitte und Sodingen. Wanne und Eickel gehörten zum 99 Wanne-Eickel (später 102 Wanne-Eickel bzw. 129 Herne II) umfasste.
Zur Landtagswahl 2000 wurden die Wahlkreise erstmals umgeformt, sodass der Wahlkreis in 127 Herne I – Bochum IV umbenannt wurde und um einen Teil von Bochum erweitert wurde, nachdem dies auch beim Bundestagswahlkreis Herne der Fall war.
Seit der Landtagswahl 2005 hieß der Wahlkreis wieder 110 Herne I. Dafür wurden die Gebiete Bochums wieder abgegeben und Wanne hinzugenommen. Er umfasste somit mit Herne, Sodingen und Wanne drei der vier Herner Stadtbezirke. Eickel wurde 109 Bochum III – Herne II zugeordnet.
Zur Landtagswahl 2022 wurde der Wahlkreis in 110 Herne umbenannt und um den Stadtbezirk Eickel aus dem ebenfalls umbenannten Wahlkreis 109 Bochum III erweitert, so dass er nun die gesamte Stadt Herne umfasst.

## 2022
| Direktkandidat      | Partei       | Erststimmen in % | Zweitstimmen in % |
| ------------------- | ------------ | ---------------- | ----------------- |
| Alexander Vogt      | SPD          | 45,2 %           | 39,4 %            |
| Markus Mähler       | CDU          | 26,9 %           | 25,9 %            |
| Raoul Roßbach       | B’90/Grüne   | 13,3 %           | 14,0 %            |
| Thomas Nückel       | FDP          | 5,1 %            | 4,3 %             |
| Sven Pietas         | Freie Wähler | 2,7 %            | 0,8 %             |
| Christopher Krogull | Die Linke    | 3,9 %            | 2,3 %             |
| –                   | AfD          | –                | 7,3 %             |
| –                   | Sonstige     | 2,9 %            | 6,0 %             |

## 2017
Wahlberechtigt waren 88.375 Einwohner.
| Direktkandidat           | Partei     | Erststimmen in % | Zweitstimmen in % |
| ------------------------ | ---------- | ---------------- | ----------------- |
| Alexander Vogt           | SPD        | 46,8 %           | 39,5 %            |
| Sven Rickert             | CDU        | 27,9 %           | 23,5 %            |
| Raoul Roßbach            | B’90/Grüne | 4,5 %            | 4,7 %             |
| Thomas Nückel            | FDP        | 9,3 %            | 9,3 %             |
| James-Michael Eilebrecht | PIRATEN    | 4,2 %            | 1,5 %             |
| Christopher Krogull      | Die Linke  | 6,8 %            | 5,4 %             |
| kein Kandidat            | AfD        | –                | 11,2 %            |
| -                        | Sonstige   | 0,5 %            | 5,0 %             |

Neben dem Wahlkreisabgeordneten Alexander Vogt, der den Wahlkreis seit 2010 für die SPD hält, wurde auch der FDP-Direktkandidat Thomas Nückel in den Landtag gewählt. Er erhielt sein Mandat über den Landeslistenplatz 15 seiner Partei und gehört dem Parlament ebenfalls seit 2010 an.

## 2012
Wahlberechtigt waren 91.423 Einwohner.
| Direktkandidat   | Partei     | Erststimmen in % | Zweitstimmen in % |
| ---------------- | ---------- | ---------------- | ----------------- |
| Andrea Oehler    | CDU        | 20,8 %           | 17,5 %            |
| Alexander Vogt   | SPD        | 53,8 %           | 50,5 %            |
| Raoul Roßbach    | B’90/Grüne | 7,3 %            | 8,8 %             |
| Thomas Nückel    | FDP        | 3,1 %            | 4,5 %             |
| Bärbel Beuermann | Die Linke  | 4,5 %            | 3,8 %             |
| Gerrit Totzek    | PIRATEN    | 10,4 %           | 9,1 %             |
| -                | Sonstige   | -                | 0,0 %             |

## 2010
Wahlberechtigt waren 92.631 Einwohner.
| Direktkandidat          | Partei     | Erststimmen in % | Zweitstimmen in % |
| ----------------------- | ---------- | ---------------- | ----------------- |
| Martina Lindner-Wöhning | CDU        | 24,5 %           | 22,8 %            |
| Alexander Vogt          | SPD        | 51,5 %           | 47,8 %            |
| Peter Hugo Dürdoth      | B’90/Grüne | 7,5 %            | 8,6 %             |
| Thomas Nückel           | FDP        | 3,8 %            | 4,1 %             |
| Bärbel Beuermann        | Die Linke  | 8,5 %            | 7,9 %             |
| Horst Schulze           | AUF        | 0,9 %            | 0,3 %             |
| Bernd Schroeder         | PIRATEN    | 3,3 %            | 2,2 %             |
| -                       | Sonstige   | -                | 6,4 %             |

## 2005
Wahlberechtigt waren 95.080 Einwohner.
| Direktkandidat          | Partei | Stimmen in % |
| ----------------------- | ------ | ------------ |
| Frank Sichau            | SPD    | 51,3         |
| Michael Lewburg         | CDU    | 31,2         |
| Thomas Bloch            | FDP    | 3,5          |
| Armin Wolf              | GRÜNE  | 4,2          |
| Bernd Blech             | REP    | 2,4          |
| Bärbel Beuermann        | PDS    | 1,6          |
| Siegfried Badorrek      | PBC    | 0,3          |
| Jürgen Gerhard Riefling | NPD    | 1,7          |
| Johannes Bombeck        | ödp    | 0,3          |
| Norbert Habel-Kill      | WASG   | 3,6          |

## Wahlkreissieger
Alle Wahlkreissieger gehörten der SPD an.
| Jahr | Wahlkreisname           | Direktmandat      |
| ---- | ----------------------- | ----------------- |
| 1947 | 100 Herne               | Josef Walter      |
| 1950 | 100 Herne               | Josef Walter      |
| 1954 | 100 Herne               | Erich Schönewolf  |
| 1958 | 100 Herne               | Erich Schönewolf  |
| 1962 | 100 Herne               | Erich Schönewolf  |
| 1966 | 103 Herne               | Erich Schönewolf  |
| 1970 | 103 Herne               | Willi Pohlmann    |
| 1975 | 103 Herne               | Willi Pohlmann    |
| 1980 | 128 Herne I             | Willi Pohlmann    |
| 1985 | 128 Herne I             | Willi Pohlmann    |
| 1990 | 128 Herne I             | Gabriele Gorcitza |
| 1995 | 128 Herne I             | Gabriele Gorcitza |
| 2000 | 127 Herne I – Bochum IV | Gabriele Gorcitza |
| 2005 | 110 Herne I             | Frank Sichau      |
| 2010 | 110 Herne I             | Alexander Vogt    |
| 2012 | 110 Herne I             | Alexander Vogt    |